# Heterarmia pulveraria
Heterarmia pulveraria là một loài bướm đêm trong họ Geometridae.